# Franz Müntefering
Franz Müntefering (nacido en Neheim, hoy parte de Arnsberg, el 16 de enero de 1940) es un político alemán que fue vicecanciller (2005-2007) y ministro de Trabajo de Alemania, así como presidente del Partido Socialdemócrata de Alemania (SPD) entre 2008 y 2009.

## Trayectoria política

### Trayectoria en el partido (1966-2005)
Müntefering se afilió al SPD en 1966 y fue miembro del Bundestag (parlamento federal) entre 1975 y 1992, y de nuevo desde 1998. Entre 1995 y 1998 fue miembro del Landtag (parlamento regional) de Renania del Norte-Westfalia.
Fue gerente federal del SPD entre 1995 y 1998 y el primero en tomar el cargo de secretario general entre 1999 y 2002, convirtiéndose al mismo tiempo en el portavoz del grupo socialdemócrata en el Bundestag. En marzo de 2004 sucedió a Gerhard Schröder como presidente del partido. En la campaña electoral de 2005, destacó por comparar a los inversores de alto riesgo con "una plaga de langostas", lo cual provocó un airado debate nacional sobre el capitalismo liberal. Sin embargo, después de las elecciones de septiembre de 2005, Müntefering fue uno de los artífices de la Gran coalición entre su partido y la conservadora Unión Demócrata Cristiana (CDU). Fue nombrado vicecanciller segundo,(vicecanciller primero fue Steinmeier)y ministro de Trabajo y Asuntos Sociales en el gabinete de Angela Merkel. Desde entonces, Müntefering se ha perfilado como uno de los defensores más convencidos de la participación del SPD en la gran coalición, siguiendo su propio argumento (expresado también en la campaña de 2005) de que "estar en la oposición es una mierda".
En noviembre de 2005, al no conseguir que la cúpula del SPD nombrara secretario general del partido a su candidato favorito, Kajo Wasserhövel, Müntefering dimitió de su cargo de presidente del partido y fue sucedido por Matthias Platzeck.

### Actividad como ministro de Trabajo y retirada de la política (2005-2007)
En su cargo de ministro de Trabajo y Asuntos Sociales, Müntefering subió la edad de jubilación de 65 a 67 años. Además, defiende la introducción de un salario mínimo en Alemania. Sin embargo, esta medida hasta ahora ha sido bloqueada por la CDU, por lo que, en junio de 2007, Müntefering llegó por primera vez a cuestionar el futuro de la gran coalición.
En octubre de 2007, Müntefering se enfrentó al presidente de su partido Kurt Beck, que había hecho suya la exigencia de prolongar el subsidio primario a los desempleados mayores de 50 años, algo que revocaría parcialmente una de las reformas económicas más importantes de la época de Gerhard Schröder. Sin embargo, la cúpula del SPD apoyó la posición de Beck, en lo que fue considerado un giro a la izquierda de este partido y una clara derrota de Müntefering en su papel de "guardián" de las reformas schröderianas. (Incluso el propio Schröder llegó a mofarse de Müntefering al decir que "la Agenda 2010 [las reformas económicas y sociales] no son los Diez Mandamientos y nadie que participó en ella debería considerarse Moisés".)
Unas semanas más tarde, Müntefering sufrió otro varapalo, cuando la CDU primero insinuó que podría aceptar la introducción de un salario mínimo para el sector de correos (que está a punto de ser liberalizado en Alemania), aunque al final se retractó después de una noche de negociaciones entre Merkel, Beck y Müntefering. A continuación, en lo que se consideró la hasta entonces peor crisis de la gran coalición, tanto Beck como Müntefering le reprocharon a la CDU "faltar a su palabra".
Pocos días después, el 13 de noviembre de 2007, Franz Müntefering renunció a su cargo vicecanciller y de ministro de Trabajo y Asuntos Sociales. Para ello, argumentó razones estrictamente familiares y de peso, como es la grave enfermedad de su esposa, quien sufría cáncer. La retirada se hizo efectiva el 21 de noviembre de 2007. Su sucesor en el cargo de ministro de Trabajo y Asuntos Sociales fue Olaf Scholz (SPD), mientras el ministro de Relaciones Exteriores Frank-Walter Steinmeier (SPD) fue nombrado vicecanciller.

### Nueva elección a la presidencia del partido
Después de la muerte de su mujer, en julio de 2008, Müntefering dio primeras señales de interesarse por una vuelta a la vida política. Esto conincidió con una crisis de Kurt Beck, al que varios miembros del partido reprocharon su falta de liderazgo. Cuando en septiembre de 2008, la cúpula del partido decidió nombrar candidato principal para las elecciones federales de 2009 a Frank-Walter Steinmeier, Beck decidió renunciar a su cargo como presidente del partido. A continuación, la dirección del SPD decidió proponor nuevamente la elección de Müntefering como presidente del SPD, la cual se ratificó en octubre de 2008 en un congreso extraordinario del partido.
Pero tras la derrota del SPD en las elecciones federales de 2009, Müntefering dimitió de su cargo como presidente del partido, resultando electo su sucesor Sigmar Gabriel.